# シムーン (アニメ)
『シムーン』 (Simoun) は、スタジオディーンが制作した日本のアニメ作品。テレビ東京系で2006年4月から同年9月にかけて全26話が放送された。ハイビジョン制作。

## 概要
大空陸（だいくうりく）という全ての人が女性として生まれてくる星を舞台に、巫女として神に祈りを奉げる少女たちが否応無しに戦争に巻き込まれていく姿を描いている。女性同士の恋愛を描いたシーンもあることから「百合」アニメとみなされることもあるが、監督である西村純二は「思春期の少女の話」であると述べている。アニメ作品としては珍しく、BGMとしてアストル・ピアソラの「リベルタンゴ」をイメージしたというタンゴが流されることが多い。
「人は全て女性として生まれてくる」という世界設定はキャスティングにも影響を及ぼし、女性キャラクターのみならず、性別選定後の男性キャラクターまでをもすべて女性声優が担当している。これは、世界観との整合性を取るためであるとしている。
メカデザインは、企画時点からとにかく他に類を見ない造形にしようとの思惑があり、結果として大変に特異な形状となった。取り分け、作品の中心的存在となる飛行艇シムーンに関しては、機体ごとに僅かずつデザインが異なり、一つとして同じデザインは無いという徹底したものとなった。
日本では、アニメ版のDVDがバンダイビジュアルから発売された。ニュースリリースなどでは「女性同士の恋愛」「美少女」「アクション」の要素が強調されている。北米ではメディアブラスターズ (Media Blasters) から発売されている。また、アニメ以外にも漫画、小説、テレビゲームなどのメディアミックスが行われた。中にはドラマCDのようにアニメのセルフパロディのような作品もある。

## あらすじ
舞台は大空陸（だいくうりく）という名の世界。ここでは人類は全て女性として生まれ、17歳になった時、自らの意思で性別を選んで成人する。
大空陸にある宗教国家・シムラークルム宮国には、人々の信仰の対象である神テンプスパティウムに仕える巫女達がいた。彼女達はテンプスパティウムの加護を受けた聖なる遺物ヘリカル・モートリスを搭載した飛行艇・シムーンに2人1組で乗り込み、空に紋章（リ・マージョン）を描き、神に供えるのだ。
ある時代、シムラークルム宮国に隣国が攻め入る。彼らはシムーンとそれに搭載される神秘のエンジン、ヘリカル・モートリスの力の秘密を欲し、手中に収めようとしているのだ。宮国は火急の危機に際して苦渋の決断をする。それはシムーンを戦うための戦闘兵器として利用すること……。
シムーンを操れる巫女シムーン・シヴュラになれる者は性別選択前の少女に限られており、その決断は巫女たちを大人にさせず、常に死の危険に晒すことを強要することでもあった。
美しく大空を舞う巫女達は戦士となり国を護る。ある者は生き残るため、またある者は空を飛び続けるために。少女であることを運命付けられた巫女達の終わりなき戦いは、今日も続く……。

## 用語

### 大空陸（物語の舞台）について
シムラークルム宮国（きゅうこく）
単に「宮国」とも。宗教国家。ヘリカル・モートリスが出土する唯一の国であるため、これを手に入れようと企む周辺国家から侵略を受けている。国家の中心には宗教施設「テンプスパティウム宮」があり、その内部には性別を選定する「泉」がある。さしたる戦力を持たないが、戦場で圧倒的な力を誇るシムーンによって他国の侵略をかろうじて食い止めている。
アルゲントゥム礁国（しょうこく）
単に「礁国」とも。シムラークルム宮国に侵攻する国家。大空陸随一の科学力を誇るが、工業の発達とともに大気汚染が深刻化しており、その打開策としてシムラークルム宮国のヘリカル・モートリスを狙う。宮国と異なり、一般国民は生まれてすぐ薬物と手術により性別を決定される。中盤より嶺国と同盟を結び、圧倒的な物量差で宮国に迫っていく。
プルンブム嶺国（れいこく）
単に「嶺国」とも。シムラークルム宮国に侵攻する国家。冬季には凍死者や餓死者が出る酷寒の国土から、国教であるアニムスによって挙国一致体制を維持する宗教国家で、巫女は国家交渉の場に参席可能なほど地位が高い。中盤より礁国と同盟を結ぶ。独自に発掘した古代シムーンを戦場に投入し、宮国のシヴュラ達を窮地に追い込んでいく。

### シムーン（飛行艇）について
シムーン
シムラークルム宮国のみが有する、遺跡で発掘された未知の機関ヘリカル・モートリスを動力とした複座式の飛行艇。2基のヘリカル・モートリスを縦に並べてタンデム状に装備しており、着陸の際にはそれらを水平に寝かせて重ねた状態に変形する。
元々は祭事用の神具で「神の乗機」とも呼ばれる。アクロバット飛行により空に一定の軌跡を描くリ・マージョンと呼ばれる神事に用いられた。リ・マージョンが破壊的な効果も併せ持つことから、戦争突入後は機関砲を搭載し戦闘に用いられるようになった。操縦は巫女に限られ、テンプスパティウムに捧げる口づけを交わさなければ起動せず、祈りの集中が切れると制御を失うとされる。宮守や巫女の中には兵器として用いられることにわだかまりを持つ者もいる。戦争当初は他国を戦力で圧倒していたが、礁・嶺両国の同盟による物量差や飛行技術の向上、古代シムーンの発掘・戦線投入などによって次第に損害が増え始める。
宮国は無線技術を持たないため、僚機との通信は接近してケーブルを張る有線通信のみである。また、遠方に対しては信号弾を使用する。
塗装はアルクス・ブリーマ所属機が白系。アルクス・ニゲルの所属機は黒系である。
特別装備として兵員輸送用コンテナを、胴体左右に取り付けたこともあった。
コールテンペストの各機には機体名が設定されているが、本編では語られず、後述のゲーム版にて明かされている。塗装や基本形は同じだが、武装や機体細部に相違点が見られる。
- ウェントス - 風を意味するシムーン。主にアーエル、ネヴィリル、アムリアが搭乗した。
- デュポーン - 台風を意味するシムーン。主にパライエッタ、カイムが搭乗した。
- ウェルテクス - 旋風を意味するシムーン。主にロードレアモン、モリナスが搭乗した。
- チューボ - 竜巻を意味するシムーン。主にフロエ、アルティが搭乗した。
- プロケラ - 暴風を意味するシムーン。主にリモネ、ドミヌーラが搭乗した。
- ニンバス - 雷雲、嵐を意味するシムーン。主にマミーナ、ユンが搭乗した。

ヘリカル・モートリス
太古の時代に作られた遺物で、テンプスパティウムの力を利用するための動力装置。外見は偏平な巻き貝のような形で、起動中は回転している。いわゆるロストテクノロジーで、シムラークルム宮国領土内の遺跡からしか出土せず、その機構もよく分かっていない。シムーンに用いられる2つのヘリカル・モートリスに関しては、一方が空間を、他方が時間をそれぞれ制御していると考えられているが、宗教上の観点から解体調査はタブー視されている。しかし徹底的ではないものの解析は行われており、性能の劣る模造品の作成には成功している。それらの模造品は宮国の民生分野でも活用されている。
シムーン球
シムーンに搭載されている緑色の球体。前後2つの操縦席の間に位置する。リ・マージョンを行う際、この球体内にこれから描くべき紋章の図形が映し出される。祈りへの集中の欠如や負傷による意識の混濁などでシムーン球が輝かなくなるとシムーンは制御を失う。
シミレ・シムーン
シムーンの練習用に開発された、単座式または複座式の飛行艇。単に「シミレ」とも呼ばれる。ヘリカル・モートリスの模造品が1つ組み込まれている。
巫女でなくても操縦可能だが、性能はシムーンよりかなり低く、リ・マージョンも行えない。
アーエルの乗っていた機体は彼女の私物。小説版によると祖父の形見で、「オドナータ」なる機体名が付いている。
古代シムーン
嶺国が遺跡で発掘した大昔に作られたと思われるシムーン。宮国のシムーンと同じく複座式の飛行艇。劇中のセリフでは「性能は宮国のものにやや劣るが、ほとんど同等」で、ヘリカル・モートリスが上下ではなく左右に並べて斜めに取り付けられており、リ・マージョンを描くことも可能。2門の機関砲が搭載されており、着陸時に変形はしない。塗装は紫系。嶺国の巫女が乗り込み、宮国に対する切り札として使われた。
古代の村でも多数の機体が半ば遺棄されていたが、後にレストアされて甦っている（最終話でカラーリングの違うものが運用されている）。

### シヴュラ（巫女）について
シムーン・シヴュラ
テンプスパティウムに仕える巫女で、シムーンを操る資格を有する少女のこと。単に「シヴュラ」とも呼ばれ、全国民の尊敬の対象である。性別の選定前である必要があり、シムーン・シヴュラである間は17歳を過ぎても性別選択が猶予された。いわゆる戦闘員ではなく、戦いに赴くのは巫女の責務であるところの神事の延長とされ、戦争末期を除いてシムーンから降りて性別を選択するのは巫女の自由であった。また家柄も非常に重要な資格だったが、戦争の激化により資格が緩和され、戦闘要員として（名家に人的損害を与えず、消耗品的に扱える）操縦素質がある一般庶民も登用された。
シヴュラ・アウレア
すべてのシムーン・シヴュラの内、最も優れた巫女に与えられる称号で「黄金の巫女」の意。物語の時点ではネヴィリルのこと。
リ・マージョン
神であるテンプスパティウムに捧げる祈りとして、シムーンの放つ光の航跡によって空中に特定の図形（紋章）を描く行為のこと。またそうして描かれた紋章のこと。描き出された紋章には、テンプスパティウムの力の発露として様々な効果がある。太古の時代より受け継がれてきたが、今ではその意味や効果が忘れ去られてしまった紋章も多い。それらを再び解明することも、シムーン・シヴュラたちの使命の1つ。単機で行うもの（波濤のリ・マージョンなど）や複数機で行うもの（鉄のリ・マージョンなど）がある。敵の妨害によりリ・マージョンの軌跡がかき消されると効果が発揮されない。
リ・マージョンの効果には破壊力を有するものもあり、敵の航空機に対して使用した場合は相手を跡形もなく消滅させるほどの威力がある。効果範囲は周囲数十メートルから空域全体を覆い尽くすまで様々あり、この世界では唯一の大量破壊兵器と言うことができる。攻撃以外にも障壁を張る防御用のもの（金剛石のリ・マージョン）や慣性を制御するもの（蔦葛のリ・マージョン）。この他に純粋な儀礼的な（特殊な効果が無く、図形を描くだけの）ものとして弔いのリ・マージョン（蒲公英のリ・マージョン）や、仲間を見送るリ・マージョン（朝凪のリ・マージョン）なども存在する。
翠玉のリ・マージョン
成し遂げたシヴュラはテンプスパティウムの側に就くという伝説のリ・マージョン。だが、「本当の効果なら、実行者を平行多元異世界の過去or未来（希望の大地）へ導くタイムパラドックスの発生、及び発生時点以降の現世界の歴史の流れの改編。宮守の最高幹部のみが知る最高機密であり、ゆえに敗戦後の歴史を変えようとして宮守Aはネヴィリルとパライエッタに翠玉のリマージョンを強要した」は充分に分かっていないとされ、成功失敗にかかわらず事後には敵味方問わず重大な影響を及ぼすため、軽々しく行うことは禁じられている。
マージュ
リ・マージョンの練習のこと。自分の身体を使いマージュ・プールで行う。足首に発煙器具を取り付け、紋章を描く。
マージュ・プール
アルクス・プリーマ内に設置されているマージュに用いる為の円筒状の巨大な空洞。特殊な服や装具を身に付けることでヘリカル・モートリスと同じ作用を受け、円筒内の空中を人体のみで自在に浮遊飛行できる。

### コール（部隊）について
コール
12人のシムーン・シヴュラが一組となり形成される部隊。6機のシムーンに各々2人のシヴュラが乗り込むがアウリーガ、サジッタの編成はかなり柔軟である。戦争にシムーンが利用されることが決定されてから、シムーン・シヴュラたちが再編成されたもの。
デュクス
シヴュラたちの世話係。コールの運用を司る。アルクス・プリーマではグラギエフがデュクスである。普段は艦長付で戦闘指揮所にいる。
レギーナ
コールのリーダーを務める者。
パル
シムーンに乗る2人の搭乗者（パートナー）のこと。
アウリーガ
シムーンの前席に搭乗し、機体の操縦者（パイロット）の役割のほか、通信索の射出なども担当する。作中の様々なセリフからサジッタより上位の技量が求められ、これに従って社会的、あるいは「パル」内での立場は上位と推察される。語源はラテン語の馭者 (auriga)。
サジッタ
シムーンの後席に搭乗し、航法士（ナビゲーター）と射撃手（ガンナー）を兼ねる。担当は「リ・マージョン」を始めとする様々な特有機能に重大な役割を果たす「シムーン球」の制御、銃撃、他。語源はラテン語の矢 (sagitta) から。シヴュラは得手不得手は別としてアウリーガとサジッタのどちらもこなせるように訓練を受けている。
コール・テンペスト
最高のエリート部隊としてその名を馳せたコール。レギーナはネヴィリル。礁国の大攻勢とその迎撃の為の翠玉（すいぎょく）のリ・マージョンの失敗により戦死者2、行方不明者1、帰還後脱退3という損耗率50パーセントの大損害を受けた所から物語は始まる。
コール・カプト
アルクス・プリーマに配属されているコール。礁国の侵攻を迎撃し1人を残し全滅。部隊は再編成される。
コール・ルボル
アルクス・プリーマに配属されているコール。コール・テンペスト再編成の間、哨戒任務を受け持つ。ヴューラが所属していたコール。
コール・イグニス
アルクス・ニゲルに配属されているコール。マミーナとユンが所属していたコール。ニゲル撃沈の際に全滅した模様。
コール・デクストラ
ドミヌーラ、オナシア、アーエルの祖父が以前所属していた、今では存在しないコール。「翠玉のリ・マージョン」を成功させることのみを目的としていた。

### 登場メカニック
アルクス・プリーマ
宮国最大級の空陸艦。シムーンの空中母艦だが、元はリ・マージョン観覧用の大型客船であった為、食堂、バー、図書館、贅を尽くした客室、教会などの施設や豪華な内装が施されている。コール・テンペスト、コール・ルボル、コール・カプトの3個コール（部隊）とシミレの母艦であり、シムーン・シヴュラとその練習生が乗り込んでいる。船体下部に多数の砲門を持つ。純白の船体が特徴。
アルクス・ニゲル
黒い船体を持つ、アルクス・プリーマの同型艦。コール・イグニス他の母艦。西大聖廟所属。アルクス・プリーマの戦線離脱以降、連合軍に対して単艦で戦線を維持していたものと思われるが、第21話冒頭で嶺国のシムーン部隊に撃沈される。
メッシス
アルクス・プリーマの修理中、コール・テンペストが配備されることになった旧式の中型空陸艦。貨物船改造艦で老朽化しており、シムーン格納庫やシヴュラ用の個室もなく、シャワーは錆混じりで室内にネズミが出るなど、移動当初、テンペストのシヴュラ達は不満を述べていた。武装は下部に地上掃射用の機銃を多数装備。
ヘリカル列車
疑似ヘリカル機関を用いた宮国の列車。動力集中式で主要な都市や施設間を結んでいる。シヴュラや政府高官用の特別客車と市民の乗る普通客車が明確に区別されており、普通車の混雑具合から特別な乗り物ではなく、宮国一般の交通機関として普及しているのがうかがえる。
飛行船
多数の単座戦闘機を搭載する樵国の空中母艦。速度は遅く、ガス式の気嚢を持つ為に被弾には弱い。第一話で「樵国の飛行機械って、フワフワ飛ぶ奴だよね？」とのフロエのセリフから、樵国の航空機は単座戦闘機登場前、全て飛行船タイプであったのがうかがえる。
単座戦闘機
単発単座の推進式（エンジンとプロペラが機体後部に備わる）レシプロ戦闘機。武装は機銃二門。航続力も短いらしく、長距離侵攻には母艦あるいは、補助エンジン付き増槽が不可欠。中盤までの樵国の主力機だがシムーンとの性能差は著しく、数に物を言わせる戦法で立ち向かうしかなかったが、それでコール・カプト他、多数のシムーンを血祭りに挙げた。モノクロ写真機を装備した偵察機型も存在する。
長距離砲
樵国の超巨大砲。砲自体は登場しなかったが、国境からかなりの距離まで到達可能な射程を誇る。反面、狙いは正確ではなく、宮国に対する半ば嫌がらせ的な運用がされていたようである。
戦車
砲塔はかなりの仰角を取れ、対シムーン用の対空射撃も可能な嶺国の戦車。樵国も同等の戦車を持つ。
飛行爆弾
樵国の無人兵器。単発推進式の巡航ミサイルである。威力は強大で一度に数百発が大量投入され、宮国都市部を無差別爆撃した。
戦艦
和平使節団を運んで来た嶺国の大型水上艦艇。大小多数の砲塔を持ち、その砲撃力は強力である。
中型戦闘機
単に「中型機」とも呼ばれる樵国の新型戦闘機。双発複座の三胴型推進式プロペラ戦闘機。単座戦闘機に比較して速度、運動性能、飛行高度の全てが大幅に向上し、アーエルに「まるでシムーンじゃないか！」と言わしめた。三連装機銃で武装しており、ネヴィリル機を撃墜している。中盤以降の樵国主力機で雲霞の如き数で攻めて来る。
空中補給基地
樵国の秘密兵器。アングルドデッキを数層重ねた空母型の超大型空中母艦。移動能力は低いが、大量の中型戦闘機や古代シムーンを搭載可能。凄まじい防御力があり、味方機の大量激突やメッシスの強行接舷にも耐えている。また、甲板両舷に自衛用火器もあるが本編では未使用だった。
銃器類
敵味方共に薬莢式の銃を使用。自動装填式の突撃銃が主体である。嶺国の巫女は大型拳銃を標準装備。その色からしてフレームは真鍮製と思われるが定かではない。

### その他の用語について
テンプスパティウム
シムラークルム宮国で神として信仰されている存在。角柱または円柱の左右に鳥の翼が生えたような偶像で象徴される。
アニムス
プルンブム嶺国で神として信仰されている存在。先端が2つに割れた柱に昆虫を思わせる4枚の羽根が生えた偶像で象徴される。元来テンプスパティウムと同一の神であるとする説が嶺国では中心になってきている。
アーエル
本作の主人公である名前だが、同時にプルンブム語で「神への史上の愛」を意味する単語。アニムスの巫女にとって聖句であり、自決の際など特別な時以外、滅多のことでは口に出せない。この為、嶺国の巫女アングラスはアーエルの名を呼べず「あなた」と代名詞で呼んだ為、アーエルに「あたしだけ名前を呼んでくれない」と不満がられていた。
宮守
テンプスパティウムに仕える神官。宮国の神事を司る。シヴュラは巫女なので彼らの元に所属する。
司政院
宮国の行政を司る。ネヴィリルの父ハルコンフは司政官第二位の副院主。
司兵院
宮国の軍事を司る。シムーンを空に祈るためのものと主張する神官達を悠長なものと考え、対立しがちである。
これらの作品世界を支える特殊な用語には、ラテン語を起源とする語が多く見受けられる。

## 登場キャラクター

### メインキャラクター
アーエル
声 - 新野美知
年齢17歳、身長150センチメートル、B・W・H / 83 (C)・63・85、足のサイズ22.5センチメートル、血液型O型。
本作の主人公。コール・テンペストのシムーン・シヴュラ。戦闘において欠員が生じたことでコール・テンペストに補充人員として配属されて来た。もともと、シムーン・シヴュラにはなれない農家の家系の出身だが、志願兵だったことに加え卓越した操縦技術を見込まれたものと思われる。何らかの理由により、本人は泉行きを拒んでおり、優れたシムーン・シヴュラであり続けるためにコール・テンペストのレギーナ、ネヴィリルのパルになることを希望している。小柄で金髪のお団子頭。本物の巫女では無いからか、所々で周囲を驚かせるような行動や発言を繰り返すが、戦闘における選択や判断、意見は的確である。
最後はネヴィリルの告白に自分自身の気持ちに気付かされる。樵国・嶺国連合との和平条件として宮国シヴュラは全て泉へ強制連行されかけるも仲間達の助けでアルクス・プリーマをネヴィリルと共にシムーンで脱出。翠玉のリ・マージョンにより二人は希望の大地へと旅立った。
好きな物は、アンティークの洋服、古着屋めぐり。嫌いな物は、中途半端なヤツ、うじうじしてるヤツ。趣味は、風琴を聴くこと、武器の手入れ。
なお、男気溢れた本編中の性格に対し、企画当初は大人しめで泣き虫のキャラクターとして設定されていたと言う（コミック版に名残が見られる）。
ネヴィリル
声 - 高橋理恵子
年齢18歳、身長161センチメートル、B・W・H / 87 (D)・58・92、足のサイズ24センチメートル、血液型AB型。
コール・テンペストのシムーン・シヴュラ。コール全体を統括するレギーナでもある。司政官であるハルコンフの子で、他のシヴュラや国民からシヴュラ・アウレアと呼ばれ尊敬される容姿端麗な少女。アムリアのパルとしてアウリーガを担っていたが、翠玉のリ・マージョン失敗によりアムリアが行方不明になって以降、シヴュラとして飛ぶことを拒絶し、誰ともパルを組むことも望まなかった。しかし、アングラスが自爆した影響でアーエルとパルを組むことになる。彼女が付けている髪飾りは、元々アムリアの物で1話ではお互い片方ずつだったが、行方不明になった後は両方付けていて、彼女からすればアムリアの形見。
最後はアーエルに気持ちを伝え互いに掛け替えのない存在になる。その後アルクス・プリーマを脱出、翠玉のリ・マージョンにより二人で希望の大地へと旅立った。
好きな物は、アフタヌーンティー。嫌いな物は、権力。趣味は、口紅のコレクション。
パライエッタ
声 - 小清水亜美
年齢18歳、身長170センチメートル、B・W・H / 98 (F)・60・93、足のサイズ25センチメートル、血液型O型。
コール・テンペストのシムーン・シヴュラ。ネヴィリルとは子供の時からの幼なじみ。常日頃からネヴィリルに付き添い、傍で支えてあげている。アーエルの登場により、ネヴィリルから遠ざかって行く自分を疎ましく思うようになる。一度はアーエルとネヴィリルのパルを認めたが、二人の関係の狭間で深く悩むようになり、またネヴィリルがレギーナの責務を放棄して以降コールテンペストの取りまとめに腐心するものの、状況の悪化に適切な指導力を発揮できず、さらに苦悩の度を深めることになった。コール・テンペスト解散後は泉で女となる。最終話ではネヴィリルを思わせる清楚な女性へと成長、孤児院で戦災孤児達の面倒を見ている。
好きな物は、チョコレート。嫌いな物は、おしゃべりなヤツ、マージュ用のスーツ。趣味は、音楽（ジャズ、ボサノバ、あと隠れて演歌）。
カイム
声 - 細越みちこ
年齢16歳、身長156センチメートル、B・W・H / 78 (A)・56・80、足のサイズ23センチメートル、血液型A型。
コール・テンペストのシムーン・シヴュラ。同コールのアルティは自身の妹である。初陣前に妹と過ちを起こして以来、微妙に距離を置いて生活している。サジッタとしてパルを組んでいるパライエッタを「パラ様」と呼び、好意を抱いている。一人称は「ボク」。ボーイッシュな性格で、大きな丸眼鏡を掛けているのが特徴。メッシスに乗っていた時、ドミヌーラの命令でアルティと1回パルを組んだが、アルティを拒絶する思いが強くシムーンを暴走させたことがある。
好きな物は、パラ様、コーヒー。嫌いな物は、牛乳。趣味は、ネイルアート。
アルティ
声 - 豊口めぐみ
年齢16歳、身長156センチメートル、B・W・H / 72 (A)・56・79、足のサイズ23センチメートル、血液型A型。
コール・テンペストのシムーン・シヴュラ。同コールのカイムは自身の姉である。カイムに恋愛にも似た感情を抱いており、常にカイムのためを思って行動している。気が強く一途な性格だが、姉のカイムによると「本当はバカ」で、口喧嘩になると「バカ！」しか言えなくなってしまうことも。パルを組むフロエは良きパートナーだが、ふざけているフロエに対しては常にクールな態度をとる。カイムと1回パルを組み、シムーンを暴走させてしまったことがきっかけで、彼女も少しカイムと距離を置いてしまった。
好きな物は、家族、辛いもの。嫌いな物は、自分。趣味は、バードウォッチング。西田亜沙子によると「姉妹と言うことで、カイムを改造して数分でデザインしてしまった。途中まで『姉ストーカー』的な怖い性格だと思ってた」とのこと。
リモネ
声 - 能登麻美子
コール・テンペストのシムーン・シヴュラ。シヴュラとしてはかなり幼い年齢だが、優秀な成績を修めていたため、アーエルとほぼ同時期にコール・テンペストへ配属された。やや我が儘でお菓子が好きなど、まだ幼い面が残るが、リ・マージョンを描く能力には人一倍秀い出ている。幼い頃から未来を嘱望される才能ゆえに、全てをまわりに決められていたため主体性がなかったが、ドミヌーラを初め仲間たちとの関わりを得て自主性を身につけていく。何度かパルを変えた後、最終的にドミヌーラを己の唯一のパルに選ぶ。そしてパルとともに翠玉のリ・マージョンを敢行。
最終話では幼さは消え、ドミヌーラのパルとして意志の強い少女に成長している。
ロードレアモン
声 - 高橋美佳子
コール・テンペストのシムーン・シヴュラ。過去に多くのシムーン・シヴュラを輩出した名家の出身で、周囲のシヴュラからは「お嬢様」と呼ばれている。おっとりとした臆病な性格、そばかすの目立つ顔に三つ編みも相まって、17歳にしては子供っぽい印象がある。毒舌にも似た直球な発言をするが、本人に相手を傷つける意志はない。モリナスとパルを組むことが多かったが、おさげを切ってマミーナと和解した後は共にパルを組むようになった。
コール・テンペスト解散後、泉に行き女となる。戦後はパライエッタの元を訪れ孤児院の運営資金の調達に苦労していることを伝え、樵国と嶺国間の戦争が開始されることに心を痛めていた。その姿は大人びており、髪も伸ばしてマミーナと同じ髪型をしている。デスクの上にはマミーナと一緒に写った彩色写真（モノクロ写真に絵の具で着色した物）が飾られていた。
マミーナには「ロードレ」とも呼ばれる。美的感覚が他人と違っているらしく、変な（気持ち悪い）縫いぐるみをコレクションしていた。高橋美佳子によると「地味かわいい」がトレードマーク。
フロエ
声 - 相澤みちる
コール・テンペストのシムーン・シヴュラ。無邪気で、かなりのおしゃべり。戦闘においては好戦的な性格で果敢に敵を追い詰める。不思議な空気を発するアーエルに好意を抱いて、パルを組もうと誘ったが、断られている。惚れっぽい性格で以前はアルクス・プリーマの整備士・ワポーリフとも恋愛関係にあったと自称している。パルのアルティとは信頼しあえる仲。
全ての思考の基準は恋愛。それからわかるように恋多き少女で、空気の読めない言動が目立つ反面、周囲の恋愛感情の交錯には鋭い。
モリナス
声 - 水樹奈々
コール・テンペストのシムーン・シヴュラ。アーエルやリモネと同じく補充人員として配属されて来た。純粋にシムーンに乗ることが大好きで、そのためにシヴュラになったと言ってもよい。そのため、彼女自身、自分がテンプスパティウムに仕える巫女であるとは言えないと語っている。シムーン好きが高じて、整備場への出入りも多いことから、整備士ワポーリフと想いを通わせていくことになる。ビジュアルのモデルは倖田來未。
シムーンオタクかつ、シムーン模型も嗜むモデラー。将来は整備工を夢見ている。
ドミヌーラ
声 - ゆかな
コール・テンペストのシムーン・シヴュラ。コールの統率がパライエッタだけでは不足とされたのか、テンペストに補充人員として配属されて来た。19歳とテンペストのシヴュラの中でも最年長で、どこか不思議な雰囲気を持つ。コール中、一番の長身で髪形の縦ロールが外見的特徴。実はコール・デクストラ最後の生き残りで、政府の高官達と直接に繋がっていることを匂わせる描写がある。パルには最年少のリモネを選び、彼女が閉じ込めていた真の力を目覚めさせることになる。
メッシス乗艦後は実質的にデュクス的な立場で作戦指揮に当たるが、ある行為を境に全ての作戦指揮を放棄、その後の敵襲に於いて翠玉のリ・マージョンを敢行、リモネと共にこの世界を去った。
そして翠玉のリ・マージョンで時空転移した場所が遙か昔、シムーンの利用法が忘れ去られ、遺棄された太古の世界に飛ばされたことを理解する。分解されたヘリカル・モートリスで見てしまった記憶。やがて自らが宮国の歴史に残るシムーンの祈りを世に伝えた人物その人であり、来たるべき歴史を変えるべきか否かを苦悩する。
リモネ成長後、泉に行っていない為に結晶化しつつある病を推して、再びリモネと共に新たな時空転移の旅に出る。
なお、制作当初の案ではアヌビトゥフと同年代の敵役として登場する予定だった。
マミーナ
声 - 森永理科
年齢16歳、身長160センチメートル、B・W・H / 84 (D)・56・84、足のサイズ23センチメートル、血液型O (RH-)。
補充人員としてユンと共にアルクス・ニゲルのコール・イグニスよりコール・テンペストへ転属して来たシヴュラ。アーエルと同じく身分が低く、本来シヴュラになれない家系だったが、故郷の村が攻撃された際の戦闘を契機にその能力を開花させることとなった。幼いころ、両親がロードレアモン家で使用人として務めており、ロードレアモンに対して、身分の差から複雑な感情を抱いている。
非常にプライドが高く、出自ゆえにシムーン・シヴュラであることに執着しているため、周囲を寄せ付けない苛烈さを持っている。本来は家庭的で献身的な少女で、その闊達さが仲間たちの軋轢を解消することもある。家事全般が得意で、ピンクのエプロンまで自前でメッシスに持ち込んでいた。コールの仲間やワポーリフのセリフから、彼女の作ったネズミ肉のシチューは絶品だったらしい。
ネヴィリルとパルを組んで空中補給基地の偵察に向かった際、古代シムーンと敵中型機の攻撃に被弾し、敵基地に不時着してしまう。銃を向けられ死をも覚悟したが、意外にも嶺国の巫女達に逃げるよう促される。だが、二人共逃げれば取り逃がした巫女達の立場が危うくなると判断したマミーナは、負傷したネヴィリルをシムーンで脱出させて一人残る。そして嶺国の巫女達による誇り高き死を受け入れ、アニムスの聖句「アーエル！」の絶叫と共に絶命した。
シヴュラ本来の家柄でない為に艦内葬を行ってもらえず、その棺は移送途中で撃墜され、マミーナの遺体は花咲き乱れる野原に投げ出されてしまう。
好きな物は、自分のウエスト。嫌いな物は、実力のない者。趣味は、料理、家事全般。
ユン
声 - 名塚佳織
年齢16歳、身長156センチメートル、B・W・H / 85 (D)・57・85、足のサイズ24センチメートル、血液型A型。
コール・テンペストのシムーン・シヴュラ。補充人員としてマミーナと共にアルクス・ニゲルのコール・イグニスから転属して来た。同志であるシヴュラの死を多く見届けてきたこともあり、シヴュラに対して追悼の念が強い。非常に正義感が強く、戦争を嫌っている反面、散って行った仲間達への申し訳なさからの義務感でシムーンに乗っている。そのため「誰と組んでも変わりない」と本人も語るほど、あまりパルが一定していない。
古代遺跡で「オレを呼んでいる」と霊感らしき物を働かせたり、リモネへ小枝で編んで作る死者の「魂の揺り籠」の作り方を伝えたり、コール・テンペスト中、一番巫女としての要素が強いシヴュラである。
オナシアに自分が泉に行かなかった本当の理由に気付かされ、コール・テンペスト解散直前にアルクス・プリーマから姿を消し泉へ向かう。オナシアもまた自分と同じ思いを背負い「許される」日を待っていたことに気付き、オナシアを抱きしめ魂を開放する。そしてオナシア亡き後は泉の番人となった。
好きな物は、平和。嫌いな物は、戦争、タマネギ。趣味は、読書。
金髪碧眼ロングヘアのモデル体型。西田亜沙子によると「シムーン一番の美少女」として、金髪碧眼のスラヴ系バレリーナをモデルにデザインされているとのこと。
アムリア
声 - 喜多村英梨
コール・テンペストのシムーン・シヴュラ。アーエルが配属される以前、ネヴィリルとパルを組んでいた。実力、カリスマともにリーダー的な存在であり、ネヴィリル以下、テンペストのシヴュラ達の心のよりどころとなっていた。戦闘の最中、ネヴィリルに翠玉のリ・マージョンを行うことを発案、成功し掛けたところでネヴィリルに迷いが生じ、失敗。多数の敵部隊を巻き込んで行方不明となった。
古代の村ではアムリアの祖先らしき少女が登場しており、リモネをパルに誘っていた。
エリー/エリフ
声 - ゆかな
コール・テンペストのシムーン・シヴュラ。練習生時代の時はネヴィリルの世話係を担当していた。シヴュラとしてロードレアモンとパルを組んでいたが、アムリアが行方不明となった戦闘以後、同僚の死への恐怖からシヴュラをやめ、泉へ行くことを選択する。しかし、自身が性別を決める覚悟が無い中途半端な状態だったため、泉で男性となった時、後悔することとなった。
シヴュラ当時はツーテールの華奢な美少女だったが、数年後はワイルドな美男子に成長している。男性名はエリフ。後にメッシスのシミレパイロットとなる。
ヴューラ
声 - 早坂愛
コール・テンペストのシムーン・シヴュラ。元はコール・ルボルに所属し、ルボル解散後、コール・テンペストと入れ替わりにメッシスに着任し哨戒任務に就いていたが、ある事情から後に配属される事となった。ルボルに所属していた頃はテンペストに対して対抗意識を燃やす皮肉屋の一面を見せていたが、内面は義に厚く、肝っ玉の強い熱血。初期はアーエルのルームメイトであり、彼女との生活はまんざらでもない様子だった。
なお、当初の予定では物語の前半で死亡することになっていたという。
また、本来なら名前は「ヴェーラ」になるはずであったのだが、監督によると「絵コンテの『エ』が『ユ』に間違えられた」為、それが定着して現在の名前になってしまったとのこと。

### サブキャラクター
アヌビトゥフ
声 - 木内レイコ
空中母艦「アルクス・プリーマ」の艦長。ニヒルな風格を漂わせる美丈夫。冷静沈着で常に的確な指示を出す。かつては自身も凄腕のシムーン・シヴュラ・アウリーガであり、第22話ではシミレで出撃し、シヴュラだった腕の片鱗を見せている。グラギエフとはシヴュラ時代、パルだった（西田亜沙子の非公式命名では、少女時代の名は「アヌビトゥーラ」）。
グラギエフ
声 - 桑島法子
デュクスと呼ばれるアルクス・プリーマに所属する全てのコールを統括している人物。シヴュラの世話係であり、副艦長的な立場でもある。かつては自身もシムーン・シヴュラ・サジッタであった。アヌビトゥフとはシヴュラ時代、パルだった（西田亜沙子の非公式命名では、少女時代の名は「グラキーア」）。現在の長身とは裏腹に、少女時代は非常に小柄だった。
ワポーリフ
声 - 水沢史絵
アルクス・プリーマの整備士。日頃からシムーンの整備を行っているので、シムーンの構造に関しても詳しい。二年前に泉にて男性化（本編序盤では体はまだ女性らしさを残しているが、後半では男性化が進んでいる）。以前、恋愛関係にあったとフロエには自称されている。シムーンを通じてモリナスとはかなり親しい間柄となり、物語終盤では彼女に求婚。最終話では二児の父となる。
オナシア
声 - 玉川紗己子
最高位の巫女である大宮煌（だいきゅうこう）。かつてコール・デクストラに所属していた元シムーン・シヴュラ。泉で性別を選ばず、永遠の少女でいることを望んだ為に罪を背負う。その後、同じ過ちを犯す者が無いよう番人となり、泉を訪れるものを見守り続けている。最後はユンに罪を開放され、光の粒子となって消え去った。
ハルコンフ
声 - 沢海陽子
宮国司政院の副院主。ネヴィリルの父。元シムーン・シヴュラ。マミーナとユンをコール・テンペストに加えたのも彼の権限で、ネヴィリルをもう1度、シヴュラ・アウレアとして輝かせるために、マミーナとパルを組むよう進める。当初は健康であったが、アングラスの自爆に伴う混乱で身体を痛めたらしく、以後は車椅子に座るようになる。
アングラス
声 - 松来未祐
嶺国の巫女。宮国語を話せる。嶺国の和平使節の一員としてアルクス・プリーマに乗艦しコール・テンペストのメンバーと仲良くなる。しかし、隙を見てカイムを人質に取り持っていた爆弾で自爆。12機のシムーンを破壊し、アルクス・プリーマに深刻な損傷を与えた。そして第17話では、何故か古代シムーンのコックピットに遺体となって発見され、続く18話では宮国内で葬式が行われている。
ワウフ
声 - 高乃麗
メッシスの艦長。アルクス・プリーマ修理中、コールテンペストを受け持つこととなり、彼女らの良き理解者でもあった。戦後はメッシスを貨物船に戻して所有し、モリナスやエリフらを雇う社長になっていた。最終回にはコール・ルボルのシヴュラA（西田亜沙子の非公式命名では「アイちゃん」）との間にもうけた娘が登場。
マスティフ
声 - 高橋美佳子
宮国所属の一般兵で、真面目な性格をした青少年。「シヴュラ」は、近づいてはならないもの「神聖な巫女」という想像があったが、フロエと接していくうちに、お互いに両想いの関係になっていき、彼女の作った手料理を食べるくらいにまで発展していったが、シムーンの強大な力を目の当たりにしてしまい、「シムーンは、悪魔だ！！」と認識してしまった。そのせいでフロエとの関係は破局を迎えてしまう。最終話ではメッシス所属のシミレパイロットとなり、エリフの同僚としてワンカットだけ姿を見せていた。
宮主
声 - 水樹奈々
正確には宮守A。名前は不詳。劇中では「宮主様」や「宮主殿」とだけ呼ばれていた。きつめの顔立ちをした女神官で神殿サイドの最高責任者。シムーンが戦の道具に使われる=司兵院の発言力増大に繋がることに疑念を抱き嫌悪していた。物語中盤から権力争いによって司政院、司兵院と政治的に対立し、挙国一致の足を乱して宮国を敗北へ導く一因を作る。
宗教的な理想主義者で、戦争に明け暮れる大空陸を捨て「希望の大地」へ向かうことを夢見ていたが果たせず、戦後は樵国軍に拘束されて表舞台より姿を消す。
水樹によると「一話限りのちょい役だと思ってたら（レギュラーの）モリナスを全部合わせたより、宮主様がしゃべったセリフの方が多かった」とのこと。
アーエルの祖父
声 - 京田尚子
元シムーン・シヴュラ。オナシアとドミヌーラと同じくコール・デクストラ所属（ただし、時代的にはドミヌーラよりも数世代前）のレギーナだった。第1話にアーエルが乗っていたシミレは、元々、彼の物であった。
サブキャラクターもすべて上記のキャストによるものであり、別撮りで収録されている。

## 製作の過程
本作の企画は、放送の2-3年前に始まり、当初はスタジオディーンのプロデューサーである野口和紀と脚本家の田中哲生主導であり、作風も「明るいシムーン」の予定であった。その後、この2人が企画から離脱し、プロデューサーの松田桂一と脚本家の小山田風狂子によって進められることとなり、作風も現在のようなシリアスなものへと変化した。

## 評価
SF作家の秋山完は、「“永遠の少女”というロマンティックなテーマを、真面目に、真剣に、深く深く掘り下げた作品」と述べ、高く評価するとともに、アニメ『少女革命ウテナ』との共通点を指摘している。ただ、音響監督の辻谷耕史も認めているように、物語の序盤になじめないという意見もある。

## スタッフ
- 原作 - 小山田風狂子、篠吉祥、美原轟[13]
- 監督 - 西村純二[8]
- キャラクターデザイン・総作画監督 - 西田亜沙子[8]
- コンセプトデザイン - 長濱博史[13]
- メカデザイン - Jin Seob Song
- 美術監督 - 小林七郎[8]
- 3DCG制作 - CreativeField[13]
- 色彩設計 - もちだたけし
- 撮影監督 - 川口正幸
- 編集 - 松村正宏
- 音楽 - 佐橋俊彦[8]
- 音響監督 - 辻谷耕史
- プロデューサー - 小林潤香、松田桂一、武藤誉
- アニメーション制作 - スタジオディーン[8]
- 製作 - シムーン製作委員会[13]（バンダイビジュアル、スタジオディーン、創通エージェンシー）

## 主題歌

### オープニングテーマ
「美しければそれでいい」
作詞・作曲・歌 - 石川智晶 / 編曲 - 西田マサラ

### エンディングテーマ
「祈りの詩」
作詞 - ああ / 作曲 - takumi / 編曲 - 鈴木Daichi秀行 / 歌 - savage genius
※音楽プロデューサーの野崎圭一は、石川智晶とsavage geniusは「お姉さんと妹」かつ「ネヴィリルとアーエル」という立ち位置であると述べている。

## 各話リスト
| 話数 | サブタイトル         | 脚本                  | 絵コンテ          | 演出         | 作画監督                              |
| ---- | -------------------- | --------------------- | ----------------- | ------------ | ------------------------------------- |
| 1    | 堕ちた翼             | 小山田風狂子          | 西村純二          | 加藤敏幸     | 西岡忍                                |
| 2    | 青い泉               | 小山田風狂子          | 西村純二          | 下司泰弘     | 中山岳洋                              |
| 3    | 遠い戦争             | 西村ジュンジ          | 藤原良二          | 吉田俊司     | 波風立流                              |
| 4    | 近い戦争             | 小山田風狂子          | 山本秀世          | 石田ひろし   | 南伸一郎                              |
| 5    | 白い孤独             | 大和屋暁              | 小滝礼            | 吉田俊司     | 志賀道憲、浜津武広                    |
| 6    | 傷と痛み             | 大和屋暁              | 加藤敏幸          | 加藤敏幸     | 山田勝                                |
| 7    | 公海上空にて         | 小山田風狂子          | 藤原良二          | 下司泰弘     | 津熊健徳                              |
| 8    | 祈り                 | 小山田風狂子          | 中山岳洋 西村純二 | 吉田俊司     | 中山岳洋                              |
| 9    | 審問                 | 西村ジュンジ          | 藤原良二          | 神保昌登     | 西岡忍                                |
| 10   | 籠の鳥               | 西村ジュンジ          | 藤原良二          | 孫承希       | 波風立流                              |
| 11   | 共同戦線             | 大和屋暁              | 加藤敏幸          | 加藤敏幸     | 南伸一郎                              |
| 12   | 姉と妹               | 岡田麿里              | 西村純二          | 下司泰弘     | 森本浩文、波風立流                    |
| 13   | 理（ことわり）       | 岡田麿里              | 藤原良二          | 吉田俊司     | 津熊健徳                              |
| 14   | 冒さざるもの         | 西村ジュンジ 岡田麿里 | 鎌倉由実 西村純二 | うえだしげる | 中山岳洋                              |
| 15   | 一人、また一人       | 岡田麿里              | 藤原良二          | 孫承希       | 南伸一郎                              |
| 16   | 翠玉のリ・マージョン | 西村ジュンジ 岡田麿里 | 西村純二 加藤敏幸 | 加藤敏幸     | 西岡忍                                |
| 17   | 遺跡                 | 西村ジュンジ          | 藤原良二          | 下司泰弘     | 野口和夫                              |
| 18   | 葬列                 | 岡田麿里              | 山本秀世          | 吉田俊司     | 森本浩文、えびす陽樹                  |
| 19   | シヴュラ             | 西村ジュンジ          | 西村純二          | うえだしげる | 菊地洋子、南伸一郎                    |
| 20   | 嘆きの詩（うた）     | 岡田麿里              | 藤原良二          | 神保昌登     | 中山岳洋                              |
| 21   | 新天地への扉         | 岡田麿里              | 藤原良二          | 孫承希       | 南伸一郎                              |
| 22   | 出撃                 | 西村ジュンジ          | 西村純二 加藤敏幸 | 加藤敏幸     | 西岡忍                                |
| 23   | 永遠の少女           | 岡田麿里              | 藤原良二          | 吉田俊司     | 野口和夫                              |
| 24   | 選択                 | 岡田麿里              | 鎌倉由実 西村純二 | うえだしげる | 森本浩文 えびす陽樹                   |
| 25   | パル                 | 西村ジュンジ          | 西村純二          | 吉田俊司     | 龍吉三、菊地洋子                      |
| 26   | 彼女達の肖像         | 岡田麿里              | 藤原良二          | 西村純二     | 西田亜沙子、西岡忍 南伸一郎、中山岳洋 |

## 放送局
| 放送地域           | 放送局             | 放送期間                       | 放送日時                            |
| ------------------ | ------------------ | ------------------------------ | ----------------------------------- |
| 関東広域圏         | テレビ東京         | 2006年4月4日 - 2006年9月26日   | 火曜 1:30 - 2:00（月曜深夜）        |
| 愛知県             | テレビ愛知         | 2006年4月8日 - 2006年9月30日   | 土曜 2:28 - 2:58（金曜深夜）        |
| 大阪府             | テレビ大阪         | 2006年4月8日 - 2006年9月30日   | 金曜 26:30 - 27:00                  |
| 日本全域           | AT-X               | 2006年4月27日 - 2011年10月19日 | 木曜 10:30 - 11:00 （リピートあり） |
| ネット配信（有料） | バンダイチャンネル | 2006年7月6日 -                 |                                     |

## サウンドトラック
- タンゴやワルツ、その他弦楽器などによるクラシック要素の強い楽曲が多い。
- ブックレットは厚めで、キャラクター紹介や作曲家インタビュー (#1)、主要スタッフによる対談 (#2) などが掲載されている。
- 「Simoun オリジナルサウンドトラック1」VICL-61964 2006年6月21日発売[25]
- 「Simoun オリジナルサウンドトラック2」VICL-62043 2006年8月30日発売[26]

## ドラマCD
- Simoun CDドラマ『嗚呼、麗しの派遣OL なぜなんだシムーン株式会社』VICL-62083 2006年10月25日発売[27]

アーエルたちが東京で「シムーン株式会社」を設立するという、アニメ本編とは無関係なパロディ仕立ての内容となっている。

## 漫画
『Simoun』
速瀬羽柴（作画）・創通映像・スタジオディーン（原作）
『コミック百合姫』（一迅社） Vol.3から連載されていた。アーエルの性格が本編と違う、シムーンの形状が準備稿の翼付きになっているなどの差異がある。
単行本は全1巻。一迅社〈百合姫コミックス〉、初版発行2006年10月、ISBN 4-7580-7010-5
『シムーン 〜まじかる美勇伝〜』
あきづき弥作画、前田まさよし脚本、原田まさふみ構成
『メガミマガジン』（学習研究社） 2006年8月号 (Vol.75) - 2006年12月号 (Vol.79)。こちらは本編のパロディ仕立てのストーリーとなっている。単行本化される予定はない。

## 小説
『シムーン』
岡崎純子（文）、西田亜沙子・スタジオディーン（イラスト）
小説版。第2巻のあとがきによると監督の要請でシヴュラ同士の「ふれあい・語らい」が増量されており、各キャラ設定に記された裏設定も反映されている。学研〈メガミ文庫〉より発売。
- 第1巻 - 初版発行2006年8月4日、ISBN 4-05-903511-4
- 第2巻 - 初版発行2006年11月22日、ISBN 4-05-903512-2

## ラジオ
- Simoun〜電波 DE リ・マージョン〜（音泉 2006年7月17日から2007年1月15日、毎週月曜日更新）
  - パーソナリティ - 高橋理恵子（ネヴィリル役）、高橋美佳子（ロードレアモン役）

## ゲーム
マーベラスインタラクティブより、2007年6月21日にPlayStation 2用ソフト『SIMOUN 異薔薇戦争〜封印のリ・マージョン〜』が発売された。ジャンルはADV+タクティカルSLG。アニメ版の第9話から第14話周辺を舞台としたオリジナルストーリーである。

### ストーリー（ゲーム）
コール・テンペストがメッシスに配属されてから1か月後、新たに遺跡が発見されたとの報告を受けアーエルたちは調査に向かう。そこで彼女たちはシムーンによく似た謎の機体に遭遇。そこからシムーン・シヴュラたちの新たな戦いが始まる。

### 用語（ゲーム）
ソール・イーノルド
2万年前に大空陸全土を支配していた国家。最終兵器の暴走によって滅びたが、親衛隊や姫など一部の人間はコールドスリープによって現代まで生き延びていた。あらゆる点で現代を上回る技術力を有している。
ウンブラ・シムーン
ソール・イーノルドで使用されていた戦闘用シムーンで性能はヘリカル・モートリスを用いたシムーンを遥かに凌駕している。ウンブラとはソール・イーノルドの言葉で「死霊」の意。
中盤でコール・テンペストもウンブラ・シムーンを獲得するが、物語の最後に失われる。

### 登場人物（ゲーム）
ここでは、ゲーム版オリジナルキャラクターについて述べる。
アーシュラ
声 - 福圓美里
ソール・イーノルドの姫を守る役目を持つ巫女。ソール・イーノルドが現代に復活するのを阻止するためコール・テンペストと協力し、ソール・イーノルドの情報やウンブラ・シムーンを提供する。物語終盤ではワポーリフから「シヴュラ・アーシュラ」と呼ばれる。
サイルサンドラ
声 - 喜多村英梨
アーシュラと同じソール・イーノルドの巫女で、アムリアに酷似している。姫の暴走とソール・イーノルド滅亡のきっかけを作った人物。乗機はアイルーロス。
エレノア
声 - 森永理科
ソール・イーノルド親衛隊の一。幼い外見ながら、無邪気な残酷さを発揮する。乗機はディーネー。
キャンディス
声 - 豊口めぐみ
親衛隊の一。金髪の巻き毛。残忍な性格で、遠距離射撃を好む。乗機はアカンティオン。
クリサリス
声 - 水樹奈々
親衛隊の一。赤毛の長髪。高飛車な性格で、謀略を巡らせるのが好き。乗機はコリュドス。
レイユイ
声 - 高橋美佳子
親衛隊の一。黒髪。武術の達人であり、乗機オニュクスも近接攻撃用に仕上げている。
ギリー
声 - 水沢史絵
親衛隊の一。褐色の肌に短い銀髪。任務に忠実な武人気質だが、姫の心情を思いやる気持ちとの板挟みになり苦しむ。乗機はトクセウス。
ロザリンド姫
声 - 能登麻美子
ソール・イーノルドの首長。本来は慈悲深い性格だったが、狂気に取りつかれて祖国を滅亡に追いやる。彼女を眠ったままでいさせようとするアーシュラと、目覚めさせようとするサイルサンドラおよび親衛隊の相克が物語の軸となっている。

### 主題歌（ゲーム）
「あたしのすべて〜Die for you〜」
作詞 - ああ / 作曲 - takumi / 編曲 - 柿島伸次 / 歌 - savage genius

## その他
同じく西村純二が監督を務めるOVA『今日から㋮王! R』第3巻『乾いた風』はシムーンのパロディである。